# Emelia Brobbey
Emelia Brobbey là một nữ diễn viên và người dẫn chương trình truyền hình Ghana. Cô đã giành giải Nữ diễn viên bản địa xuất sắc nhất năm và được đề cử Nữ diễn viên phụ xuất sắc nhất năm tại Giải thưởng Giải trí Nhân dân Thành phố năm 2016.

## Giáo dục và giáo dục sớm
Emelia Brobbey sinh ra và lớn lên ở Akyem Swedru ở khu vực phía Đông Ghana. Cô đã hoàn thành trường trung học Akyem Swedru và tiếp tục đến trường Cao đẳng Sư phạm của Trưởng lão. Cô cũng có bằng tốt nghiệp Báo chí, bằng cử nhân Quản lý nguồn nhân lực và chứng chỉ ICM về Phát thanh báo chí.